# Tileng (Dagangan)
Tileng is een bestuurslaag in het regentschap Madiun van de provincie Oost-Java, Indonesië. Tileng telt 1302 inwoners (volkstelling 2010).